# Кастилья-ла-Нуэва

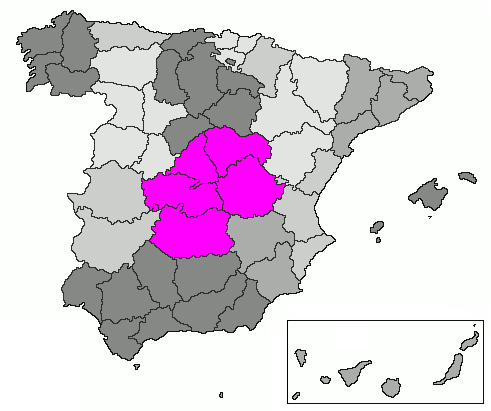
Кастилья-ла-Нуэва (1851—1983)

Кастилья-ла-Нуэва (исп. Castilla la Nueva, «Новая Кастилия») — историческая область в Испании.
Исторически Новой Кастилией, в отличие от Старой, стали называть территорию, освобождённую от арабов в период от взятия Толедо в 1085 году до битвы при Лас-Навас-де-Толоса в 1212 году.
В 1833 году, в рамках построения централизованного государства, королевским декретом Испания была разделена на 49 провинций. В состав области вошла большая часть королевства Толедо. Первоначально Кастилья-ла-Нуэва включала пять провинций: Толедо, Сьюдад-Реаль, Куэнка, Гвадалахара и Мадрид. В 1982 году на её территории было образовано автономное сообщество Кастилия-Ла-Манча. Мадрид был выделен в отдельное сообщество, но ещё в 1978 году была присоединена провинция Альбасете от региона Мурсия.